# Kubinyi Géza (festő)
Kubinyi Géza (Videfalva, 1828. február 4. – Tápiószentmárton, 1894. november 8.) festő, grafikus.

## Élete
Pesten tanult, és ugyanott is dolgozott, egészen élete végéig. Főként arcképeket és csendéleteket festett, melyeket a Pesti Műegylet tárlatain mutatott be a közönségnek. Rézmetszeteket is készített, természettudományi témában. Illusztrálta Kubinyi Ágoston magyarországi mérgező növényekről szóló könyvét is.